# Picarius Decumus
Picarius (auch Pacarius) Decumus († 69 auf Korsika) war ein römischer Politiker und Militär während des Vierkaiserjahres 69.
Picarius Decumus war der Procurator der Provinz Korsika. Möglicherweise war er der erste Verwalter der Insel mit diesem Rang. Er übernahm seinen Posten zwischen 67 und 69. Nachdem das Römische Reich nach dem Tode Neros in ein Chaos gestürzt wurde, lösten sich innerhalb kurzer Zeit mehrere Kaiser in der Regentschaft des Imperiums ab. Zunächst regierte seit 68 Galba, dem Otho folgte. Dieser kämpfte mit Vitellius um die Herrschaft.
Korsika, das bis dato eigentlich nicht in die Auseinandersetzungen hineingezogen wurde, aber eher mit Otho sympathisierte, sollte nun nach dem Wunsch von Picarius Decumus  auf Seiten des Vitellius im Konflikt Partei ergreifen. Um diesen Wunsch durchzusetzen, rief er die einheimischen und römischen Honoratioren der Insel zusammen. Den römischen Ritter Quintius Certus und den Trierarchen der in Aléria stationierten Liburnerschiffe Claudius Pyrrichus ließ er wegen deren Widerspruch zu seinem Plan hinrichten. Daraufhin war der Widerstand der anderen gebrochen.
Die hochgestellten Persönlichkeiten der Insel leisteten einen Eid auf Vitellius und anschließend begann man mit der Aushebung neuer Truppen auf der Insel. Die Urbevölkerung der Insel war die anschließende römische Ausbildung jedoch nicht gewohnt und es machte sich langsam Unmut in der Bevölkerung breit. Schließlich wurde Picarius Decumus im Bad seines Hauses ermordet. Anschließend wurden auch seine Freunde umgebracht und die Köpfe der Getöteten wurden zu Otho geschickt, um ihm die Ergebenheit Korsikas zu zeigen.
Doch weder Otho noch Vitellius setzten sich bei dem Bürgerkrieg durch. Neuer Kaiser und Begründer der flavischen Dynastie wurde Vespasian. Die Episode auf Korsika hatte keinen Einfluss auf den Verlauf des Bürgerkrieges.